# 12e étape du Tour d'Italie 2022
Pour un article plus général, voir Tour d'Italie 2022.
La 12e étape du Tour d'Italie 2022 se déroule le jeudi 19 mai 2022 de Parme (Émilie-Romagne) à Gênes (Ligurie), en Italie, sur une distance de 204 km.

## Parcours
Au départ de Parme, l'itinéraire se dirige vers la Mer Ligurienne par les Apennins, avec trois ascensions et deux sprints intermédiaires, en direction de l'arrivée située à Gênes.
Le premier sprint intermédiaire se situe à Borgo Val di Taro, avant de franchir la première ascension répertoriée : le tristement célèbre Passo del Bocco (6 km à 4 %, 3C). S'ensuit le sprint intermédiaire de Ferrada, avant deux ascensions de suite qui joueront un rôle crucial dans le déroulement de la course : La Colletta (9 km à 4,4 %, 3C) et le Valico di Trensasco (4,3 km à 8 %, 3C). Le final dans Gênes se déroule par le Pont de San Giorgio et le viaduc d'Aldo Moro. La ligne d'arrivée est tracée au bout de la Via du XX Settembre, avenue droite d'un kilomètre à 2 % de déclivité.
La victoire d'étape est promise à l'échappée.

## Déroulement de la course
Le sprinteur australien Caleb Ewan (Lotto-Soudal) est non-partant.
Dès le kilomètre zéro, nombreux sont les coureurs à vouloir prendre l'échappée. En premier lieu, un groupe de cinq coureurs prennent de l'avance sur le peloton, avec : le Britannique Matthew Holmes (Lotto-Soudal), le Néerlandais Mathieu van der Poel (Alpecin-Fenix), les trois Italiens Alessandro Covi (UAE Emirates), Stefano Oldani (Alpecin-Fenix) et Luca Rastelli (Bardiani CSF Faizanè) ; ils sont repris au bout de douze kilomètres de course. A 183 kilomètres de l'arrivée, un autre groupe de quatre coureurs arrivent à prendre de l'avance : le Belge Pieter Serry (Quick-Step Alpha Vinyl), l'Espagnol Oier Lazkano López (Movistar), l'Italien Matteo Sobrero (BikeExchange Jayco), le Néerlandais Pascal Eenkhoorn (Jumbo-Visma) ; ils sont repris sept kilomètres plus tard. A 169 kilomètres du terme, c'est un groupe de trois coureurs : l'Américain Lawson Craddock (BikeExchange Jayco) et les deux Espagnols Jorge Arcas (Movistar) et David de la Cruz (Astana Qazaqstan) qui prennent leur envol ; ils sont repris six kilomètres plus tard.
Au sprint intermédiaire de Borgo Val di Toro, le Français Arnaud Démare (Groupama FDJ) passe en tête devant le Colombien Fernando Gaviria (UAE Emirates). Avec l'élan provoqué et l'envie pour de nombreux coureurs de partir en échappée, le peloton s'éparpille. Finalement, une échappée finit par se dessiner, avec vingt-et-un coureurs : les trois Allemands Nico Denz (DSM), Michael Schwarzmann (Lotto-Soudal), Jasha Sütterlin (Bahrain Victorious), l'Américain William Barta (Movistar), l'Australien Lucas Hamilton (BikeExchange Jayco), le Colombien Santiago Buitrago Sanchez (Bahrain Victorious), le Danois Magnus Cort Nielsen (EF Education-EasyPost), l'Estonien Rein Taaramäe (Intermarché-Wanty-Gobert Matériaux), les six Néerlandais Pascal Eenkhoorn (Jumbo-Visma), Wilko Kelderman (Bora-Hansgrohe), Gijs Lemmreize (Jumbo-Visma), Bauke Mollema (Trek-Segafredo), Oscar Riesebeek (Alpecin-Fenix) et Mathieu van der Poel (Alpecin-Fenix) et les sept Italiens Vincenzo Albenese (Eolo-Kometa), Davide Ballerini (Quick-Step Alpha Vinyl), Simone Consonni (Cofidis), Valerio Conti (Astana Qazaqstan), Stefano Oldani (Alpecin-Fenix), Lorenzo Rota (Intermarché-Wanty-Gobert Matériaux), Matteo Sobrero (BikeExchange Jayco) et Andrea Vendrame (AG2R Citroën). En contre, trois coureurs italiens tentent de revenir sur l'échappée-fleuve : Luca Covili et son coéquipier Davide Gabburo (Bardiani CSF-Faizanè) et Edoardo Zardini (Drone Hopper-Androni Giocattoli). Finalement, ils parviennent à revenir sur le groupe de tête, au bout de trente-deux kilomètres de poursuite.
Au sommet du Passo del Bocco, Bauke Mollema passe en tête devant Pascal Eenkhoorn ; le peloton passe avec quatre minutes et trente-huit secondes de retard. Au sprint intermédiaire de Ferrada, Stefano Oldani devance Bauke Mollema ; le peloton passe avec quatre minutes et cinquante-huit secondes de retard. Dans la montée de La Colletta, l'échappée éclate. Au sommet, Lorenzo Rota passe seul en tête, avec six secondes d'avance sur le duo Stefano Oldani et Gijs Leemreize, et cinq minutes et vingt-quatre secondes sur le peloton. L'entente ne règne plus dans le groupe de chasse. Au sommet de Valico di Trensasco, Rota passe en tête, avec Oldani et Leemreize ; avec une avance de trente-neuf secondes sur le quatuor Buitrago - Hamilton - Kelderman - Mollema. Le peloton compte sept minutes et quarante-neuf secondes de retard.
L'écart entre les deux premiers groupes stagne autour de quarante secondes : quarante-sept secondes à vingt kilomètres, cinquante-huit à quinze kilomètres, quarante-deux à dix kilomètres et trente-huit à cinq kilomètres de l'arrivée. La victoire d'étape se joue au sprint dans le trio de front : Stefano Oldani s'impose devant Lorenzo Rota et Gijs Leemreize ; dans le quatuor de chasse, Bauke Mollema devance Santiago Buitrago, avec cinquante-sept secondes de retard. Le peloton coupe la ligne avec un débours de neuf minutes et huit secondes.
Rien ne change dans les différents classements : Juan Pedro López conserve le maillot rose et le maillot blanc. Le Français Arnaud Démare (Groupama FDJ) conserve le maillot violet et l'Italien Diego Rosa (Eolo-Kometa) le maillot bleu. L'équipe Intermarché-Wanty-Gobert Matériaux mène le classement par équipes. A noter, la remontée au général de Wilco Kelderman, parti dans l'échappée.

## Résultats

### Classement de l'étape
| \| Classement de l'étape \| Classement de l'étape \| Classement de l'étape \| Classement de l'étape \| Classement de l'étape \| \| Coureur \| Coureur \| Pays \| Équipe \| Temps \| \| --------------------- \| --------------------- \| --------------------- \| ---------------------------------- \| --------------------- \| \| 1er \| Stefano Oldani \| Italie \| Alpecin-Fenix \| 4 h 26 min 47 s \| \| 2e \| Lorenzo Rota \| Italie \| Intermarché-Wanty-Gobert Matériaux \| + 0 s \| \| 3e \| Gijs Leemreize \| Pays-Bas \| Jumbo-Visma \| + 2 s \| \| 4e \| Bauke Mollema \| Pays-Bas \| Trek-Segafredo \| + 57 s \| \| 5e \| Santiago Buitrago \| Colombie \| Bahrain Victorious \| + 57 s \| \| 6e \| Wilco Kelderman \| Pays-Bas \| Bora-Hansgrohe \| + 57 s \| \| 7e \| Lucas Hamilton \| Australie \| BikeExchange-Jayco \| + 57 s \| \| 8e \| Andrea Vendrame \| Italie \| AG2R Citroën Team \| + 1 min 44 s \| \| 9e \| Rein Taaramäe \| Estonie \| Intermarché-Wanty-Gobert Matériaux \| + 1 min 49 s \| \| 10e \| Pascal Eenkhoorn \| Pays-Bas \| Jumbo-Visma \| + 2 min 55 s \| |                   |           |                                    |                 |
| |                   |           |                                    |                 |
| Source : ProCyclingStats |                   |           |                                    |                 |
| Classement de l'étape |                   |           |                                    |                 |
| Coureur | Coureur           | Pays      | Équipe                             | Temps           |
| 1er | Stefano Oldani    | Italie    | Alpecin-Fenix                      | 4 h 26 min 47 s |
| 2e | Lorenzo Rota      | Italie    | Intermarché-Wanty-Gobert Matériaux | + 0 s           |
| 3e | Gijs Leemreize    | Pays-Bas  | Jumbo-Visma                        | + 2 s           |
| 4e | Bauke Mollema     | Pays-Bas  | Trek-Segafredo                     | + 57 s          |
| 5e | Santiago Buitrago | Colombie  | Bahrain Victorious                 | + 57 s          |
| 6e | Wilco Kelderman   | Pays-Bas  | Bora-Hansgrohe                     | + 57 s          |
| 7e | Lucas Hamilton    | Australie | BikeExchange-Jayco                 | + 57 s          |
| 8e | Andrea Vendrame   | Italie    | AG2R Citroën Team                  | + 1 min 44 s    |
| 9e | Rein Taaramäe     | Estonie   | Intermarché-Wanty-Gobert Matériaux | + 1 min 49 s    |
| 10e | Pascal Eenkhoorn  | Pays-Bas  | Jumbo-Visma                        | + 2 min 55 s    |

### Points attribués pour le classement par points
| Sprint intermédiaire Borgo Val di Taro (km 56.9) | Sprint intermédiaire Borgo Val di Taro (km 56.9) | Sprint intermédiaire Borgo Val di Taro (km 56.9) | Sprint intermédiaire Borgo Val di Taro (km 56.9) | Sprint intermédiaire Borgo Val di Taro (km 56.9) |
| ------------------------------------------------ | ------------------------------------------------ | ------------------------------------------------ | ------------------------------------------------ | ------------------------------------------------ |
|                                                  | Coureur                                          | Pays                                             | Équipe                                           | Point(s)                                         |
| 1er                                              | Arnaud Démare                                    | France                                           | Groupama-FDJ                                     | 12                                               |
| 2e                                               | Fernando Gaviria                                 | Colombie                                         | UAE Emirates                                     | 8                                                |
| 3e                                               | Simone Consonni                                  | Italie                                           | Cofidis                                          | 6                                                |
| 4e                                               | Dries De Bondt                                   | Belgique                                         | Alpecin-Fenix                                    | 5                                                |
| 5e                                               | Stefano Oldani                                   | Italie                                           | Alpecin-Fenix                                    | 4                                                |
| 6e                                               | Davide Ballerini                                 | Italie                                           | Quick-Step Alpha Vinyl                           | 3                                                |
| 7e                                               | Matteo Sobrero                                   | Italie                                           | BikeExchange Jayco                               | 2                                                |
| 8e                                               | Jacopo Guarnieri                                 | Italie                                           | Groupama-FDJ                                     | 1                                                |
| modifier                                         |                                                  |                                                  |                                                  |                                                  |

| Arrivée d'étape Gênes (km 204) | Arrivée d'étape Gênes (km 204) | Arrivée d'étape Gênes (km 204) | Arrivée d'étape Gênes (km 204)     | Arrivée d'étape Gênes (km 204) |
| ------------------------------ | ------------------------------ | ------------------------------ | ---------------------------------- | ------------------------------ |
|                                | Coureur                        | Pays                           | Équipe                             | Point(s)                       |
| 1er                            | Stefano Oldani                 | Italie                         | Alpecin-Fenix                      | 25                             |
| 2e                             | Lorenzo Rota                   | Italie                         | Intermarché-Wanty-Gobert Matériaux | 18                             |
| 3e                             | Gijs Leemreize                 | Pays-Bas                       | Jumbo-Visma                        | 12                             |
| 4e                             | Bauke Mollema                  | Pays-Bas                       | Trek-Segafredo                     | 8                              |
| 5e                             | Santiago Buitrago              | Colombie                       | Bahrain Victorious                 | 6                              |
| 6e                             | Wilco Kelderman                | Pays-Bas                       | Bora-Hansgrohe                     | 5                              |
| 7e                             | Lucas Hamilton                 | Australie                      | BikeExchange Jayco                 | 4                              |
| 8e                             | Andrea Vendrame                | Italie                         | AG2R Citroën                       | 3                              |
| 9e                             | Rein Taaramäe                  | Estonie                        | Intermarché-Wanty-Gobert Matériaux | 2                              |
| 10e                            | Pascal Eenkhoorn               | Pays-Bas                       | Jumbo-Visma                        | 1                              |
| modifier                       |                                |                                |                                    |                                |

### Points attribués pour le classement du meilleur grimpeur
| Passo del Bocco (km 97.6) 3e catégorie (6 km à 4%) | Passo del Bocco (km 97.6) 3e catégorie (6 km à 4%) | Passo del Bocco (km 97.6) 3e catégorie (6 km à 4%) | Passo del Bocco (km 97.6) 3e catégorie (6 km à 4%) | Passo del Bocco (km 97.6) 3e catégorie (6 km à 4%) |
| -------------------------------------------------- | -------------------------------------------------- | -------------------------------------------------- | -------------------------------------------------- | -------------------------------------------------- |
|                                                    | Coureur                                            | Pays                                               | Équipe                                             | Point(s)                                           |
| 1er                                                | Bauke Mollema                                      | Pays-Bas                                           | Trek-Segafredo                                     | 9                                                  |
| 2e                                                 | Pascal Eenkhoorn                                   | Pays-Bas                                           | Jumbo-Visma                                        | 4                                                  |
| 3e                                                 | Davide Ballerini                                   | Italie                                             | Quick-Step Alpha Vinyl                             | 2                                                  |
| 4e                                                 | Santiago Buitrago                                  | Colombie                                           | Bahrain Victorious                                 | 1                                                  |
| modifier                                           |                                                    |                                                    |                                                    |                                                    |

| La Colletta (km 151.7) 3e catégorie (9 km à 4.4%) | La Colletta (km 151.7) 3e catégorie (9 km à 4.4%) | La Colletta (km 151.7) 3e catégorie (9 km à 4.4%) | La Colletta (km 151.7) 3e catégorie (9 km à 4.4%) | La Colletta (km 151.7) 3e catégorie (9 km à 4.4%) |
| ------------------------------------------------- | ------------------------------------------------- | ------------------------------------------------- | ------------------------------------------------- | ------------------------------------------------- |
|                                                   | Coureur                                           | Pays                                              | Équipe                                            | Point(s)                                          |
| 1er                                               | Lorenzo Rota                                      | Italie                                            | Intermarché-Wanty-Gobert Matériaux                | 9                                                 |
| 2e                                                | Stefano Oldani                                    | Italie                                            | Alpecin-Fenix                                     | 4                                                 |
| 3e                                                | Gijs Leemreize                                    | Pays-Bas                                          | Jumbo-Visma                                       | 2                                                 |
| 4e                                                | Davide Ballerini                                  | Italie                                            | Quick-Step Alpha Vinyl                            | 1                                                 |
| modifier                                          |                                                   |                                                   |                                                   |                                                   |

| \| Valico di Trensasco (km 173.4) 3e catégorie (4.3 km à 7.9%) \| Valico di Trensasco (km 173.4) 3e catégorie (4.3 km à 7.9%) \| Valico di Trensasco (km 173.4) 3e catégorie (4.3 km à 7.9%) \| Valico di Trensasco (km 173.4) 3e catégorie (4.3 km à 7.9%) \| Valico di Trensasco (km 173.4) 3e catégorie (4.3 km à 7.9%) \| \| ----------------------------------------------------------- \| ----------------------------------------------------------- \| ----------------------------------------------------------- \| ----------------------------------------------------------- \| ----------------------------------------------------------- \| \| \| Coureur \| Pays \| Équipe \| Point(s) \| \| 1er \| Lorenzo Rota \| Italie \| Intermarché-Wanty-Gobert Matériaux \| 9 \| \| 2e \| Stefano Oldani \| Italie \| Alpecin-Fenix \| 4 \| \| 3e \| Gijs Leemreize \| Pays-Bas \| Jumbo-Visma \| 2 \| \| 4e \| Bauke Mollema \| Pays-Bas \| Trek-Segafredo \| 1 \| \| modifier \| \| \| \| \| |                |          |                                    |          |
| Valico di Trensasco (km 173.4) 3e catégorie (4.3 km à 7.9%) |                |          |                                    |          |
| | Coureur        | Pays     | Équipe                             | Point(s) |
| 1er | Lorenzo Rota   | Italie   | Intermarché-Wanty-Gobert Matériaux | 9        |
| 2e | Stefano Oldani | Italie   | Alpecin-Fenix                      | 4        |
| 3e | Gijs Leemreize | Pays-Bas | Jumbo-Visma                        | 2        |
| 4e | Bauke Mollema  | Pays-Bas | Trek-Segafredo                     | 1        |
| modifier |                |          |                                    |          |

### Classements aux points intermédiaires
| Sprint intermédiaire Borgo Val di Taro (km 56.9) | Sprint intermédiaire Borgo Val di Taro (km 56.9) | Sprint intermédiaire Borgo Val di Taro (km 56.9) | Sprint intermédiaire Borgo Val di Taro (km 56.9) | Sprint intermédiaire Borgo Val di Taro (km 56.9) |
| ------------------------------------------------ | ------------------------------------------------ | ------------------------------------------------ | ------------------------------------------------ | ------------------------------------------------ |
|                                                  | Coureur                                          | Pays                                             | Équipe                                           | Point(s)                                         |
| 1er                                              | Arnaud Démare                                    | France                                           | Groupama-FDJ                                     | 10                                               |
| 2e                                               | Fernando Gaviria                                 | Colombie                                         | UAE Emirates                                     | 6                                                |
| 3e                                               | Simone Consonni                                  | Italie                                           | Cofidis                                          | 3                                                |
| 4e                                               | Dries De Bondt                                   | Belgique                                         | Alpecin-Fenix                                    | 2                                                |
| 5e                                               | Stefano Oldani                                   | Italie                                           | Alpecin-Fenix                                    | 1                                                |
| modifier                                         |                                                  |                                                  |                                                  |                                                  |

| Sprint intermédiaire Ferrada (km 134.9) | Sprint intermédiaire Ferrada (km 134.9) | Sprint intermédiaire Ferrada (km 134.9) | Sprint intermédiaire Ferrada (km 134.9) | Sprint intermédiaire Ferrada (km 134.9) |
| --------------------------------------- | --------------------------------------- | --------------------------------------- | --------------------------------------- | --------------------------------------- |
|                                         | Coureur                                 | Pays                                    | Équipe                                  | Point(s)                                |
| 1er                                     | Stefano Oldani                          | Italie                                  | Alpecin-Fenix                           | 10                                      |
| 2e                                      | Bauke Mollema                           | Pays-Bas                                | Trek-Segafredo                          | 6                                       |
| 3e                                      | Vincenzo Albanese                       | Italie                                  | Eolo-Kometa                             | 3                                       |
| 4e                                      | Gijs Leemreize                          | Pays-Bas                                | Jumbo-Visma                             | 2                                       |
| 5e                                      | Matteo Sobrero                          | Italie                                  | BikeExchange Jayco                      | 1                                       |
| modifier                                |                                         |                                         |                                         |                                         |

### Bonifications
|   | Coureur           | Pays     | Équipe         | Secondes |
| - | ----------------- | -------- | -------------- | -------- |
| 1 | Stefano Oldani    | Italie   | Alpecin-Fenix  | 3 s      |
| 2 | Bauke Mollema     | Pays-Bas | Trek-Segafredo | 2 s      |
| 3 | Vincenzo Albanese | Italie   | Eolo-Kometa    | 1 s      |

|   | Coureur        | Pays     | Équipe                             | Secondes |
| - | -------------- | -------- | ---------------------------------- | -------- |
| 1 | Stefano Oldani | Italie   | Alpecin-Fenix                      | 10 s     |
| 2 | Lorenzo Rota   | Italie   | Intermarché-Wanty-Gobert Matériaux | 6 s      |
| 3 | Gijs Leemreize | Pays-Bas | Jumbo-Visma                        | 4 s      |

## Classements à l'issue de l'étape

### Classement général
| \| Classement général \| Classement général \| Classement général \| Classement général \| Classement général \| \| Coureur \| Coureur \| Pays \| Équipe \| Temps \| \| ------------------ \| ------------------ \| ------------------ \| ---------------------------------- \| ------------------ \| \| 1er \| Juan Pedro López \| Espagne \| Trek-Segafredo \| 51 h 19 min 07 s \| \| 2e \| Richard Carapaz \| Équateur \| Ineos Grenadiers \| + 12 s \| \| 3e \| João Almeida \| Portugal \| UAE Team Emirates \| + 12 s \| \| 4e \| Romain Bardet \| France \| Team DSM \| + 14 s \| \| 5e \| Jai Hindley \| Australie \| Bora-Hansgrohe \| + 20 s \| \| 6e \| Guillaume Martin \| France \| Cofidis \| + 28 s \| \| 7e \| Mikel Landa \| Espagne \| Bahrain Victorious \| + 29 s \| \| 8e \| Domenico Pozzovivo \| Italie \| Intermarché-Wanty-Gobert Matériaux \| + 54 s \| \| 9e \| Emanuel Buchmann \| Allemagne \| Bora-Hansgrohe \| + 1 min 09 s \| \| 10e \| Pello Bilbao \| Espagne \| Bahrain Victorious \| + 1 min 22 s \| |                    |           |                                    |                  |
| |                    |           |                                    |                  |
| Source : ProCyclingStats |                    |           |                                    |                  |
| Classement général |                    |           |                                    |                  |
| Coureur | Coureur            | Pays      | Équipe                             | Temps            |
| 1er | Juan Pedro López   | Espagne   | Trek-Segafredo                     | 51 h 19 min 07 s |
| 2e | Richard Carapaz    | Équateur  | Ineos Grenadiers                   | + 12 s           |
| 3e | João Almeida       | Portugal  | UAE Team Emirates                  | + 12 s           |
| 4e | Romain Bardet      | France    | Team DSM                           | + 14 s           |
| 5e | Jai Hindley        | Australie | Bora-Hansgrohe                     | + 20 s           |
| 6e | Guillaume Martin   | France    | Cofidis                            | + 28 s           |
| 7e | Mikel Landa        | Espagne   | Bahrain Victorious                 | + 29 s           |
| 8e | Domenico Pozzovivo | Italie    | Intermarché-Wanty-Gobert Matériaux | + 54 s           |
| 9e | Emanuel Buchmann   | Allemagne | Bora-Hansgrohe                     | + 1 min 09 s     |
| 10e | Pello Bilbao       | Espagne   | Bahrain Victorious                 | + 1 min 22 s     |

| Classement par points | Classement par points | Classement par points | Classement par points           | Classement par points |
| Coureur               | Coureur               | Pays                  | Équipe                          | Points                |
| --------------------- | --------------------- | --------------------- | ------------------------------- | --------------------- |
| 1er                   | Arnaud Démare         | France                | Groupama-FDJ                    | 185 pts               |
| 2e                    | Fernando Gaviria      | Colombie              | UAE Team Emirates               | 99 pts                |
| 3e                    | Mark Cavendish        | Royaume-Uni           | Quick-Step Alpha Vinyl          | 96 pts                |
| 4e                    | Mathieu van der Poel  | Pays-Bas              | Alpecin-Fenix                   | 90 pts                |
| 5e                    | Giacomo Nizzolo       | Italie                | Israel-Premier Tech             | 69 pts                |
| 6e                    | Alberto Dainese       | Italie                | Team DSM                        | 67 pts                |
| 7e                    | Filippo Tagliani      | Italie                | Drone Hopper-Androni Giocattoli | 58 pts                |
| 8e                    | Simone Consonni       | Italie                | Cofidis                         | 55 pts                |
| 9e                    | Thomas De Gendt       | Belgique              | Lotto-Soudal                    | 53 pts                |
| 10e                   | Stefano Oldani        | Italie                | Alpecin-Fenix                   | 38 pts                |

| Classement par points | Classement par points | Classement par points | Classement par points           | Classement par points |
| Coureur               | Coureur               | Pays                  | Équipe                          | Points                |
| --------------------- | --------------------- | --------------------- | ------------------------------- | --------------------- |
| 1er                   | Arnaud Démare         | France                | Groupama-FDJ                    | 185 pts               |
| 2e                    | Fernando Gaviria      | Colombie              | UAE Team Emirates               | 99 pts                |
| 3e                    | Mark Cavendish        | Royaume-Uni           | Quick-Step Alpha Vinyl          | 96 pts                |
| 4e                    | Mathieu van der Poel  | Pays-Bas              | Alpecin-Fenix                   | 90 pts                |
| 5e                    | Giacomo Nizzolo       | Italie                | Israel-Premier Tech             | 69 pts                |
| 6e                    | Alberto Dainese       | Italie                | Team DSM                        | 67 pts                |
| 7e                    | Filippo Tagliani      | Italie                | Drone Hopper-Androni Giocattoli | 58 pts                |
| 8e                    | Simone Consonni       | Italie                | Cofidis                         | 55 pts                |
| 9e                    | Thomas De Gendt       | Belgique              | Lotto-Soudal                    | 53 pts                |
| 10e                   | Stefano Oldani        | Italie                | Alpecin-Fenix                   | 38 pts                |

| Classement de la montagne | Classement de la montagne | Classement de la montagne | Classement de la montagne       | Classement de la montagne |
| Coureur                   | Coureur                   | Pays                      | Équipe                          | Points                    |
| ------------------------- | ------------------------- | ------------------------- | ------------------------------- | ------------------------- |
| 1er                       | Diego Rosa                | Italie                    | Eolo-Kometa                     | 83 pts                    |
| 2e                        | Koen Bouwman              | Pays-Bas                  | Jumbo-Visma                     | 69 pts                    |
| 3e                        | Lennard Kämna             | Allemagne                 | Bora-Hansgrohe                  | 43 pts                    |
| 4e                        | Jai Hindley               | Australie                 | Bora-Hansgrohe                  | 40 pts                    |
| 5e                        | Bauke Mollema             | Pays-Bas                  | Trek-Segafredo                  | 30 pts                    |
| 6e                        | Wout Poels                | Pays-Bas                  | Bahrain Victorious              | 27 pts                    |
| 7e                        | Natnael Tesfatsion        | Érythrée                  | Drone Hopper-Androni Giocattoli | 26 pts                    |
| 8e                        | Davide Formolo            | Italie                    | UAE Team Emirates               | 25 pts                    |
| 9e                        | Romain Bardet             | France                    | Team DSM                        | 21 pts                    |
| 10e                       | Eduardo Sepúlveda         | Argentine                 | Drone Hopper-Androni Giocattoli | 19 pts                    |

| Classement de la montagne | Classement de la montagne | Classement de la montagne | Classement de la montagne       | Classement de la montagne |
| Coureur                   | Coureur                   | Pays                      | Équipe                          | Points                    |
| ------------------------- | ------------------------- | ------------------------- | ------------------------------- | ------------------------- |
| 1er                       | Diego Rosa                | Italie                    | Eolo-Kometa                     | 83 pts                    |
| 2e                        | Koen Bouwman              | Pays-Bas                  | Jumbo-Visma                     | 69 pts                    |
| 3e                        | Lennard Kämna             | Allemagne                 | Bora-Hansgrohe                  | 43 pts                    |
| 4e                        | Jai Hindley               | Australie                 | Bora-Hansgrohe                  | 40 pts                    |
| 5e                        | Bauke Mollema             | Pays-Bas                  | Trek-Segafredo                  | 30 pts                    |
| 6e                        | Wout Poels                | Pays-Bas                  | Bahrain Victorious              | 27 pts                    |
| 7e                        | Natnael Tesfatsion        | Érythrée                  | Drone Hopper-Androni Giocattoli | 26 pts                    |
| 8e                        | Davide Formolo            | Italie                    | UAE Team Emirates               | 25 pts                    |
| 9e                        | Romain Bardet             | France                    | Team DSM                        | 21 pts                    |
| 10e                       | Eduardo Sepúlveda         | Argentine                 | Drone Hopper-Androni Giocattoli | 19 pts                    |

| Classement du meilleur jeune | Classement du meilleur jeune | Classement du meilleur jeune | Classement du meilleur jeune | Classement du meilleur jeune |
| Coureur                      | Coureur                      | Pays                         | Équipe                       | Temps                        |
| ---------------------------- | ---------------------------- | ---------------------------- | ---------------------------- | ---------------------------- |
| 1er                          | Juan Pedro López             | Espagne                      | Trek-Segafredo               | 51 h 19 min 07 s             |
| 2e                           | João Almeida                 | Portugal                     | UAE Team Emirates            | + 12 s                       |
| 3e                           | Thymen Arensman              | Pays-Bas                     | Team DSM                     | + 1 min 27 s                 |
| 4e                           | Iván Sosa                    | Colombie                     | Movistar Team                | + 7 min 18 s                 |
| 5e                           | Santiago Buitrago            | Colombie                     | Bahrain Victorious           | + 9 min 30 s                 |
| 6e                           | Pavel Sivakov                | France                       | Ineos Grenadiers             | + 11 min 54 s                |
| 7e                           | Mauri Vansevenant            | Belgique                     | Quick-Step Alpha Vinyl       | + 15 min 46 s                |
| 8e                           | Gijs Leemreize               | Pays-Bas                     | Jumbo-Visma                  | + 17 min 58 s                |
| 9e                           | Vadim Pronskiy               | Kazakhstan                   | Astana Qazaqstan Team        | + 22 min 12 s                |
| 10e                          | Luca Covili                  | Italie                       | Bardiani CSF Faizanè         | + 24 min 24 s                |

| Classement du meilleur jeune | Classement du meilleur jeune | Classement du meilleur jeune | Classement du meilleur jeune | Classement du meilleur jeune |
| Coureur                      | Coureur                      | Pays                         | Équipe                       | Temps                        |
| ---------------------------- | ---------------------------- | ---------------------------- | ---------------------------- | ---------------------------- |
| 1er                          | Juan Pedro López             | Espagne                      | Trek-Segafredo               | 51 h 19 min 07 s             |
| 2e                           | João Almeida                 | Portugal                     | UAE Team Emirates            | + 12 s                       |
| 3e                           | Thymen Arensman              | Pays-Bas                     | Team DSM                     | + 1 min 27 s                 |
| 4e                           | Iván Sosa                    | Colombie                     | Movistar Team                | + 7 min 18 s                 |
| 5e                           | Santiago Buitrago            | Colombie                     | Bahrain Victorious           | + 9 min 30 s                 |
| 6e                           | Pavel Sivakov                | France                       | Ineos Grenadiers             | + 11 min 54 s                |
| 7e                           | Mauri Vansevenant            | Belgique                     | Quick-Step Alpha Vinyl       | + 15 min 46 s                |
| 8e                           | Gijs Leemreize               | Pays-Bas                     | Jumbo-Visma                  | + 17 min 58 s                |
| 9e                           | Vadim Pronskiy               | Kazakhstan                   | Astana Qazaqstan Team        | + 22 min 12 s                |
| 10e                          | Luca Covili                  | Italie                       | Bardiani CSF Faizanè         | + 24 min 24 s                |

| Classement par équipes | Classement par équipes             | Classement par équipes | Classement par équipes |
| Équipe                 | Équipe                             | Pays                   | Temps                  |
| ---------------------- | ---------------------------------- | ---------------------- | ---------------------- |
| 1re                    | Intermarché-Wanty-Gobert Matériaux | Belgique               | 53 h 49 min 23 s       |
| 2e                     | Bora-Hansgrohe                     | Allemagne              | + 2 min 52 s           |
| 3e                     | Bahrain Victorious                 | Bahreïn                | + 7 min 09 s           |
| 4e                     | Trek-Segafredo                     | États-Unis             | + 19 min 32 s          |
| 5e                     | Jumbo-Visma                        | Pays-Bas               | + 19 min 45 s          |
| 6e                     | Ineos Grenadiers                   | Royaume-Uni            | + 25 min 05 s          |
| 7e                     | Team DSM                           | Pays-Bas               | + 25 min 21 s          |
| 8e                     | Movistar Team                      | Espagne                | + 25 min 41 s          |
| 9e                     | Astana Qazaqstan Team              | Kazakhstan             | + 39 min 49 s          |
| 10e                    | UAE Team Emirates                  | Émirats arabes unis    | + 44 min 52 s          |

| Classement par équipes | Classement par équipes             | Classement par équipes | Classement par équipes |
| Équipe                 | Équipe                             | Pays                   | Temps                  |
| ---------------------- | ---------------------------------- | ---------------------- | ---------------------- |
| 1re                    | Intermarché-Wanty-Gobert Matériaux | Belgique               | 53 h 49 min 23 s       |
| 2e                     | Bora-Hansgrohe                     | Allemagne              | + 2 min 52 s           |
| 3e                     | Bahrain Victorious                 | Bahreïn                | + 7 min 09 s           |
| 4e                     | Trek-Segafredo                     | États-Unis             | + 19 min 32 s          |
| 5e                     | Jumbo-Visma                        | Pays-Bas               | + 19 min 45 s          |
| 6e                     | Ineos Grenadiers                   | Royaume-Uni            | + 25 min 05 s          |
| 7e                     | Team DSM                           | Pays-Bas               | + 25 min 21 s          |
| 8e                     | Movistar Team                      | Espagne                | + 25 min 41 s          |
| 9e                     | Astana Qazaqstan Team              | Kazakhstan             | + 39 min 49 s          |
| 10e                    | UAE Team Emirates                  | Émirats arabes unis    | + 44 min 52 s          |

## Abandons
- Caleb Ewan (Lotto-Soudal) : non-partant